# Bolgárszeg
Bolgárszeg (románul: Șchei vagy Șcheii Brașovului, németül: Obere Vorstadt vagy Wallachische Vorstadt, szászul Belgerei) Brassó városrésze. A városnak ez a része a romániai műemlékek jegyzékében a BV-II-s-B-11296 sorszámon szerepel.

## Fekvése
Északkeletről a Belváros, délkeletről a Cenk, míg északnyugatról a Bácsél és a Tölgyes hegye határolja. Három kisebb részre osztható:
- Porond, melynek központja a Porond tér (Piața Unirii, régi román nevén Prund, németül Anger).
- Groaveri, a Porond és a Belváros közötti, sík felszínű negyed, melyet főként a 20. század elején nagyvárosias épületekkel építettek be.
- A tulajdonképpeni Bolgárszeg (Șchei), a dombokon húzódó házsorokkal, melyek a felszín természetes rajzát követve kanyarognak.

A Bolgárszegtől délnyugatra található a Salamon-kő, a brassóiak kedvelt kiránduló- és piknikező-helye.

## Nevének eredete
Mind magyar, mind román neve bolgárokra utal. A latin sclavus szóból való șchiau (melynek többes száma a Șchei) a régiségben mindig szlávokra, leggyakrabban bolgárokra vonatkozott. A bolgár lakosságról bővebben lásd a történeti részt. Írott névalakjai: dy belgerey (1480), Pwlgerey (1484), Bulgaria (1486), suburbium superius (1520), Bolgárszek (1611), Șcheii Brașovului (1700),  Șchiei (1701), Șchiaii Brașovului (1708; az utóbbi három cirillből átírt alak), Bolgariia (1724) és Szkej (1839).

## Története
Bolgárszeg Brassó hagyományos román városrésze, egyben a román kultúra történetének egyik legfontosabb központja. 1495-ben itt alapították az elsőnek tekintett román iskolát, Coresi diakónus 1556 és 1583 között itt nyomtatta az irodalmi román nyelvet megalapozó könyveit, 1757-ben Dimitrie Eustatievici itt írta meg az első román nyelvtant, 1851 után pedig itt alapították az egyik legszínvonalasabb román középiskolát.
Az 1399-es pápai búcsúengedély szerint a várost már sok görög, vlach, bolgár és örmény lakta, és a „szakadároknak” saját templomuk is volt. Ez tehát az első okleveles adat a brassói ortodox keresztényekről, de nyelvükről és származásukról kevés a pontos információ. A városnegyednek nevet adó bolgárokkal kapcsolatban több a kérdéses pont. Először is az, mekkora területre vonatkozott a korai oklevelekben írt Belgerei vagy Bulgaria. A 15. században Óbrassóban és Brassó Belvárosában is nyilvántartottak két Bulgaria nevű fertályt: az egyiket a délnyugati Quartale Corporis Christiben, a másikat az északkeleti Quartale Petriben (az előbbiben 38 adófizetőből 37 volt román, az utóbbiban 36 adófizetőből 16 volt magyar és 7 román). 1480-ban Bolgárszegen már egyetlen bolgárt sem írtak össze. Bizonyos, hogy 1503-ban már a mai Bolgárszeg teljes akkor lakott részét így nevezték. Ekkor viszont a nyilvánvalóan szász és magyar lakosokat is Bulgarusnak írták (Bartock Bulgarus, Feder Bulgarus, Mutchesch Myhal Bulgarus, Kyreay Bulgarus).
Az őshonos bolgárszegi románok – akiket a troacă szóból trokároknak (trocari) hívtak – egészen a 19. század végéig csak ritkán házasodtak össze a környék román lakóival, és nyelvjárásuk is eltért a Törcsvár vidékiekétől. Constantin Lacea úgy vélte, aromun eredetűek. A legvalószínűbbnek az látszik, hogy az eredetileg vegyes, vlach–bolgár és talán más elemeket is magába foglaló népesség, amelynek nem román elemei a középkor végére elrománosodtak, lakóhelyére alkalmazta a körülöttük élők által használt nevet. A kérdést azonban tovább bonyolítja, hogy úgy látszik, a Szent Miklós templom egyházközségének 17–18. századi papjai igyekeztek a közösség ideológiájának központi elemévé tenni a bolgár származást. Vasile pópa Wallachische Historie (1628) című krónikája nyomán Radu Tempea, az egyházközség történetírója 1742 előtt minden évszámot a bolgár bevándorlás állítólagos évéhez, 1392-höz képest adott meg.
1469-ben Mátyás a barcasági románokat felszabadította a juhötvened fizetése alól. A Bolgárszegen 1477-ben 169 szász, 99 román és 29 magyar, 1489-ben 304 szász, 118 ortodox és 86 magyar, 1522-ben 233 szász, 200 román és 79 magyar, 1590-ben 384 román, 183 német és 22 magyar család fizetett adót.
I. Lipót 1701-ben engedélyezte a bolgárszegi kereskedőknek, hogy a Belvárosban házat vehessenek, építkezhessenek és kereskedhessenek. A brassói magisztrátus azonban nem ismerte el ezt a privilégiumot, mert csak a cseh–osztrák kancellária adta ki és nem hirdették ki hivatalos úton. Olténia osztrák elfoglalása után a brassói ortodox egyházat a râmnic-i püspökség, később a karlócai metropólia fennhatósága alá helyezték. 1761 augusztus végén Bucow kormányzó Bolgárszegen személyesen iktatta be Dionisije Novaković budai szerb püspököt az erdélyi ortodoxok püspöki székébe. A helyi hívek előbb megeskették rá, hogy nem fog uniálni.
1777-ben a bolgárszegi románok megkapták az önálló bíróállítás és a Belvárosban való kiskereskedelem jogát – II. József halála után azonban ezeket a jogokat elveszítették. Jórészt itt húzták meg magukat az 1821-es havasalföldi Tudor Vladimirescu-féle és a moldvai görög felkelés elfojtása után menekülők. A gazdagabb bojárok ezt annál is könnyebben megtehették, mert sokuk házat tartott fenn Bolgárszegen. Ugyanebben az évben választották be az első román szomszédatyát az egyik bolgárszegi szász Nachbarschaftba. Szász mintára azonban a románok is szomszédságokba (vecinie) tömörültek (négy ilyen létezett: Roamuri, Cacova, Tocile és Coasta). 1847-ben 74 bolgárszegi kereskedő adott át kérvényt Șagunának a szászföldi románság egyenjogúsításáról.
1779 és 1782 között 1348 adózó közül 1031 volt román, 242 szász, 54 cigány és 21 magyar.
1851-ben 5805 román, 1095 szász, 770 magyar, 269 német, 119 cigány és 62 görög nemzetiségű lakosát írták össze.
1874-ben tizenhárom, nagyrészt a házak pincéjében előtörő forrásának vizét vezették be a Belvárosba agyagcsövekkel.
1910-ben már 10 583 lakosa volt. Közülük 6290 román, 2657 magyar és 1539 német anyanyelvű; 6312 ortodox, 1746 római katolikus, 1505 evangélikus, 686 református, 171 görögkatolikus és 112 unitárius vallású. (A módosabb román házak főként székely cselédséget tartottak.)

## Életmód a 18. és a 19. században

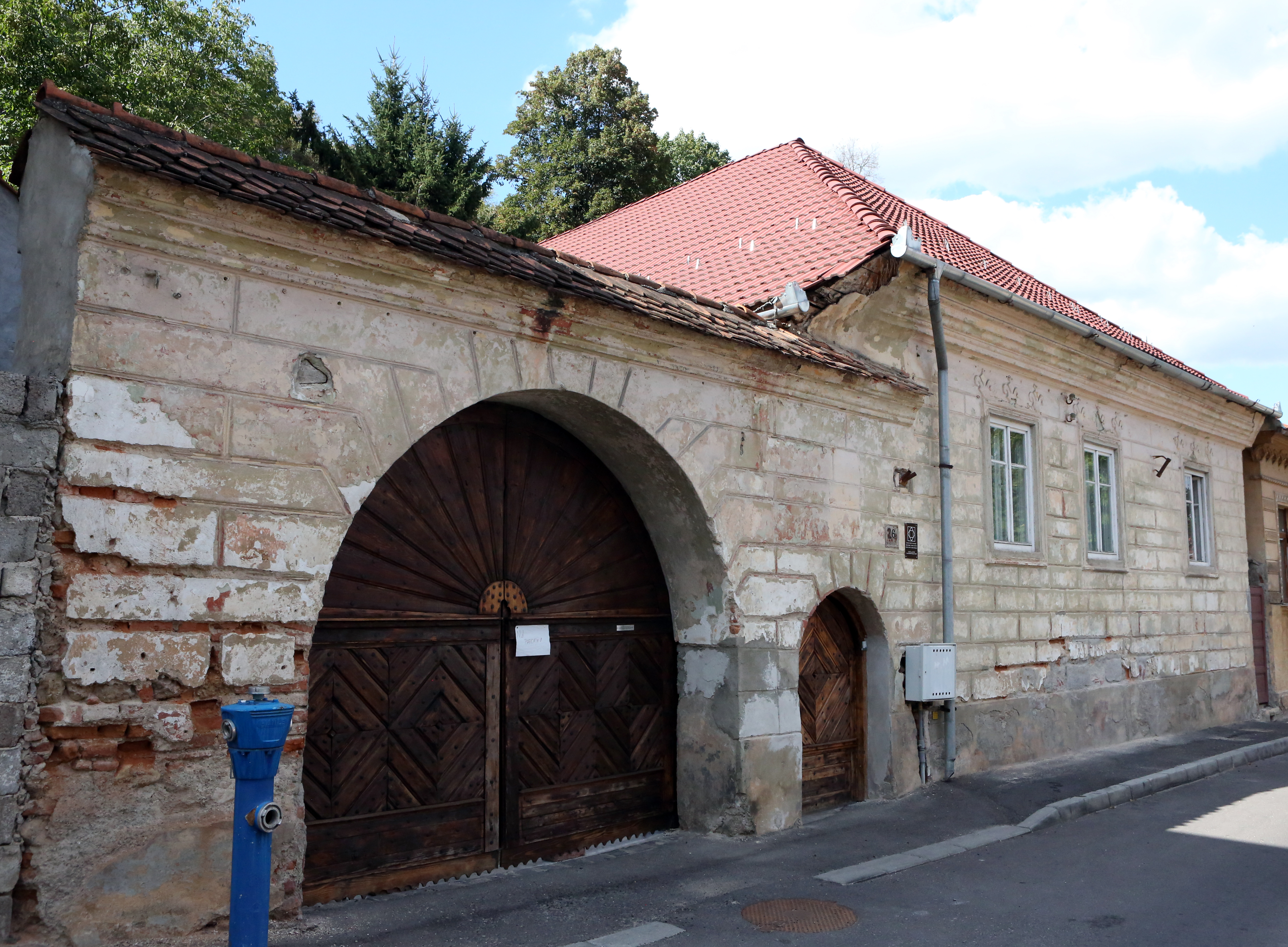
Pe Tocile

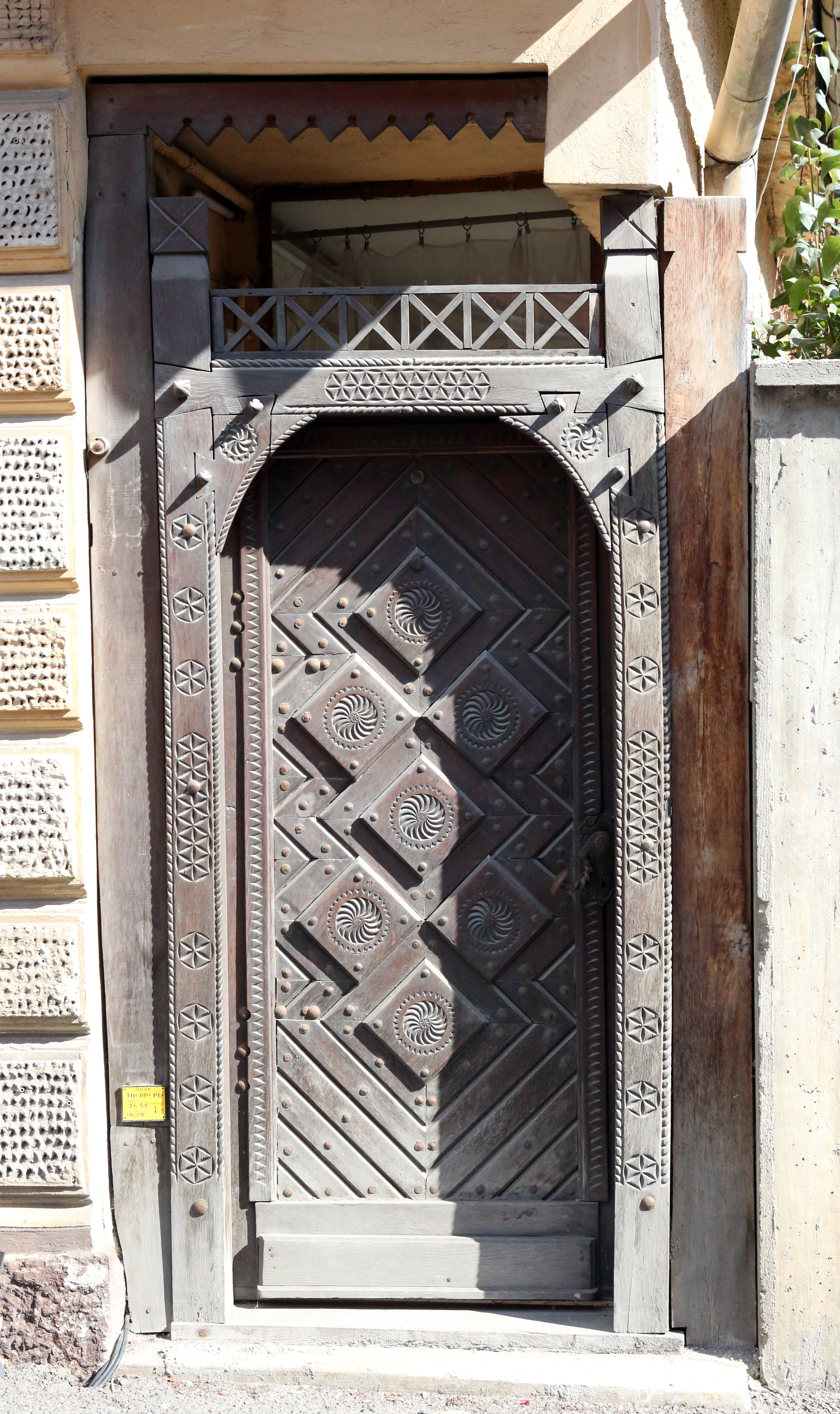

A hagyomány szerint a bolgárszegi román házasemberek kb. 1848-ig még megnövesztették a szakállukat, viszont a hajukat beretválták és csak a tarkójukon hagytak meg egy tincset. Fekete selyemmel szegett karimájú és pántlikával díszített fekete filckalapot, télen fekete, magas kucsmát hordtak. Fehér kucsmát csak a szegények viseltek. Ingük térdig ért, gyolcsból készült, alján fehér gyapjúfonallal geometrikus és virágmintákat hímeztek rá. Hétköznap viselték a tüszőt. A férfiak ünneplő viseletében sok volt a szász hatás, pl. a lajbi és a spencel. Az asszonyok azonban ünnepnapokon is a török divatot követő havasalföldi ruhadarabokat (pl. a salavárit) kedvelték. Ünneplő fehér gyapotkendőjüket, a gimbirt a 19. század második felében selyemszálas kendőre cserélték, amit a hétfalusi, főként a pürkereci asszonyoktól vásároltak.
A házak gyakran magasított, belülről pinceként használt alapra épültek. Zsindellyel, a  homlokzati részen deszkával fedték őket. Az utcai frontra faragott nagykapuk nyíltak. A tetőkön díszes fakereszteket állítottak fel. A házak homlokzatát stukatúrával (kedvelt motívum volt a kígyó), gyakran ikonokkal díszítették. Mára csak kevés ikonos ház maradt fenn: ilyenek a Csokrak (Str. Constantin Lacea) 32. (1773-ból),  a Malomárok (Str. protopop Vasile Saftu) 15.  (18. századi, Jézus megkeresztelése) és az Új utca (Str. Cerbului) 34. (1713) szám alattiak.
Hagyományos gazdasági tevékenységek:
- Kereskedelem. A legtöbb kis és közepes bolgárszegi kereskedő abból élt, hogy a dél-erdélyi kisipar áruit terjesztette Havasalföldön és Moldvában. E tevékenység virágkorát a 19. század első kétharmada jelentette. Szerepükre jellemző, hogy a havasalföldiek az erdélyieket néha a brassóiakkal azonosították, külön szavuk alakult ki a brassóiak által árult termékekre, és a román nyelv brașoavă ('lódítás') szava is a portékáikat feldicsérő brassói árusokra utal. Erdélybe többek közt halat, bort, fűszereket, déligyümölcsöket, kávét, cserszömörcét, festő buzért importáltak. Saját céhet hoztak létre a halkereskedők, akik a Dunáról vagy Odesszából szállították a szárított halat, a tehetősebb román családok böjti eledelét. Bolgárszegi románok elméletileg nem lehettek tagjai a brassói Görög Kompániának. Ez mégis gyakran megtörtént – pl. beházasodás útján –, de az illető attól kezdve már görögnek számított (a Kompániából 1783-ban kizárt kereskedők többsége Bolgárszegen élt). 1827-ben azonban kilencven bolgárszegi kereskedő kérvényt adott be a Guberniumhoz önálló kereskedőtársaság létrehozására és 1830-ban, ugyan az intézkedést szándékosan lassító hivatalok engedélye nélkül, de meg is alapították az ún. Levantei Grémiumot. A 19. század első felében a néhány brassói szász és a „görög” nagykereskedő forgalma messze elmaradt a részben havasalföldi származású bolgárszegi román dinasztiáké mögött. Ők tartották kezükben a havasalföldi gabona, a macedóniai gyapot, a gyapjú, a szarvasmarha és a bőráruk nagykereskedelmét. Az 1850-es években, a dunai fejedelemségeknek a világgazdaságba való intenzív bekapcsolódása miatt a brassói nagykereskedelem válságba jutott, és az 1870-es évekre már nyoma sem maradt korábbi szerepének.
- Pásztorkodás. Az 1830-as évekig a gazdag bolgárszegi juhosgazdák nyájaival a szegényebbek közül felfogadott pásztorok transzhumálást folytattak a Kárpátokon túl. A transzhumálás virágkora az 1640-es évektől a 18. század utolsó negyedéig tartott. 1732-ben 120 ezer bolgárszegi juh legelt Havasalföldön. Maguknak a bolgárszegieknek csak kevés és rossz legelőjük volt, de pl. a Pojánán penduláris pásztorkodást is űztek. Sok lovat és tehenet is tartottak.
- A transzhumálás hanyatlásával a szegényebb bolgárszegiek szekerezéssel kezdtek foglalkozni, amely melléktevékenységként főleg a kiskereskedelemhez kötődött. A leggyakrabban Bukarestbe, Bécsbe, Galacba és Hosszúmezőre jártak. Hagyományos Prahova-menti útvonalukról a bolgárszegi fuvarosokat praoveni-nek nevezték.
- Az előbbihöz kapcsolódik a szintén sok bolgárszegi által űzött csempészet.
- Brassóban túlnyomóan románok által űzött szakma volt a mészárosság (az ahhoz kötődő faggyúgyertya-készítéssel) és a szűcsipar. A bolgárszegi román mészárosokról 1634-ből való az első feljegyzés. 1671-ben már 23-an voltak. A városi tanács 1712-ben szabályozta működésüket, előírva, hogy melyik mészáros műhely milyen állatokat vághat.
- A textilipar különböző ágazatai: gyapjúmosás, posztócsapás, gyapotfonás, paszománykötés, kelmefestés. Ezek a mesterségek a fejletlen iparú Fejedelemségek piacának hatására virágoztak, a szász kisipar versenye ellenére. A zernesti származású Bartolomeu Baiulescu esperes 1874-ben román iparosegyletet, 1886-ban szakfolyóiratot, 1887-ben hitelintézetet alapított. Jelentős volt körükben a kivándorlás, amit az 1886-ban kitört osztrák–magyar–román vámháború tovább fokozott.
  - A paszománykészítés téli idénymunkának számított, hétfő reggeltől csütörtök estig egész családok paszományt kötöttek fekete vagy sárgára festett cigájagyapúból és vörösre vagy sárgára festett pamutból. A legvalószínűbb elmélet szerint a bolgárszegiek trocar nevüket is a troacă nevű, fél méteres kifúrt gerendáról kapták, amelyen a szálakat összeszőtték. Az 1811-es gazdasági válság idején összeírt szűkölködő bolgárszegiek közül 167 család foglalkozott kizárólag és száz mellékkeresetként paszománykészítéssel.
  - A román takácsok a szászokénál durvább posztót készítettek, a Kárpátokon túli piacra.
  - A tarisznyakészítők tevékenységét a városi tanács 1695-ben ismerte el, amikor kizárólagos jogot adott nekik a kecskeszőr felvásárlására.
  - Csergét 1807-ben hatszáz bolgárszegi család készített.
  - 1887-ben a Köszörű-patak Porond és a Salamon-sziklák közötti szakaszán 25 lisztelő és kallómalom üzemelt.[6] Bolgárszegiek alapították a mai Derestye helyén, a Tömös-patak mellett egykor működő húsz kallómalmot is.
  - A 18. század közepén mintegy száz bolgárszegi család foglalkozott kizárólag kelmefestéssel, de ennél sokkal többen vettek részt a festékek előállításában. A város egyedül a kékfestést tiltotta számukra.
- A szűk bolgárszegi kertekben a lakók intenzív zöldségtermesztéssel foglalkoztak. Több, a Balkánon fogyasztott zöldségfélét ők honosítottak meg a brassói szászok asztalán is. A kertekbe főként alma- és cseresznyefákat ültettek.
- Ikonfestés. Az első ikonfestőt 1760-ban említették Brassóban, a legkorábbi fennmaradt bolgárszegi üvegikont pedig 1780-ban egy Ioniță nevű mester készítette. A 19. század első felében mikolai üvegfestő családok költöztek be. A bolgárszegi üvegikonfestő iskola a 19. század végén élte aranykorát.[7]

A bolgárszegiek különleges húsvéti népi ünnepsége a Brassói Ifjak, amelynek egyetlen más román csoportnál sincsen párhuzama.

## Nevezetesebb épületek, építmények
- A Szent Miklós-templom.
- Az első román iskola, az első román tanintézmény, ahol románul oktattak, és ahova világi emberek is beiratkozhattak. 1495-ből való az első említés arról, hogy a brassói ortodox hívek iskolát építettek maguknak. 1583-ban az oktatás románul zajlott. A Szent Miklós-templom kertjében álló, emeletes épületet 1760-ban emelték.  1803-tól tanítója volt Ioan Barac, aki  a szomszédos Porondon lakott. Még az 1820-as években is tanítottak benne görögül, ami a balkáni kereskedelem közvetítőnyelveként szolgált. 1837-re, Ioan Popazu esperes alatt fejlődött négyosztályossá. Az épületben múzeum működik.
- A Brassói Ifjak múzeuma (a Szent Miklós-templom kertjében).
- A Pe Tocile-i ortodox templom.
- A bolgárszegi evangélikus templom.
- Az Andrei Șaguna Főgimnázium.
- A szentes ház
- Egykor hatvan utcai kereszt állt a városnegyedben, minden utcasarkon egy. A leghíresebb az a két körülépített, fedett kereszt, amelyet Ilie Birt (1698–1786) kereskedő és huszárkapitány emeltetett. A Porond közepén álló 1738-ban, a Pe Tocile és az Ilie Birt utcák sarkán, a kapitány egykori háza mellett álló 1748-ban épült. Mindkettő építményét bibliai jeleneteket ábrázoló, korabeli festés borítja. Hasonló korú a Costiței és a Curcanilor utcák sarkán (1781) és a Pajiștei utcában (1788) található fedett kereszt is.
- A groaveri-i (Graben) ortodox temető (Str. Bicazului 16.) Andrei Mureșanu, Sextil Pușcariu és Gavriil Munteanu sírjával. Bár a görögkatolikus Mureșanu a mai román himnusz szerzője, az ortodox hívek halála után, 1863-ban újra akarták keresztelni, mielőtt a saját temetőjükben engedik elhantolni. Kápolnája 1874–76-ban épült.

A Katalin utca (Str. Constantin Brâncoveanu, egykor Ulița a Furcoaiei) elején az egykori városi kórház 1839-ből való épületében működik a bőrgyógyászati klinika. Sokáig ez volt az egyetlen civil kórház Brassóban. 
- 10. Az 1690-ben épült házat 1798-ban, klasszicista stílusban átépítették, a görög iskola céljaira. Korábban mellette állt a görög kápolna is. A házban lakott Constantin Brâncoveanu fejedelem nővére.
- 12. Bălașa Brâncoveanu-ház (1793).
- 23. A Brukenthal család brassói háza (18. század, 1850-es átépítés).
- 32. Brâncoveanu- és Manolache Lambrino-ház (1769–1770).
- 35. Faház és kapu (18. század).
- 46. Brâncoveanu-udvarház, az ún. „Prinzhaus” (18. század, 1800-as átépítés).

A Porond utcában (Str. Prundului, egykor Ulița Mare, Angergasse) áll a szász evangélikus templom.
- 3. Popovici-villa. Eredetileg Mihai Popovici parasztpárti ügyvédé volt. 1947-től a brassói Securitate székhelye.
- 4. Itt született Ștefan Octavian Iosif költő.
- 41. Nicolae Teclu-ház (19. század).
- 57. Nicolae Ciurcu-ház (18. század).

## Képek

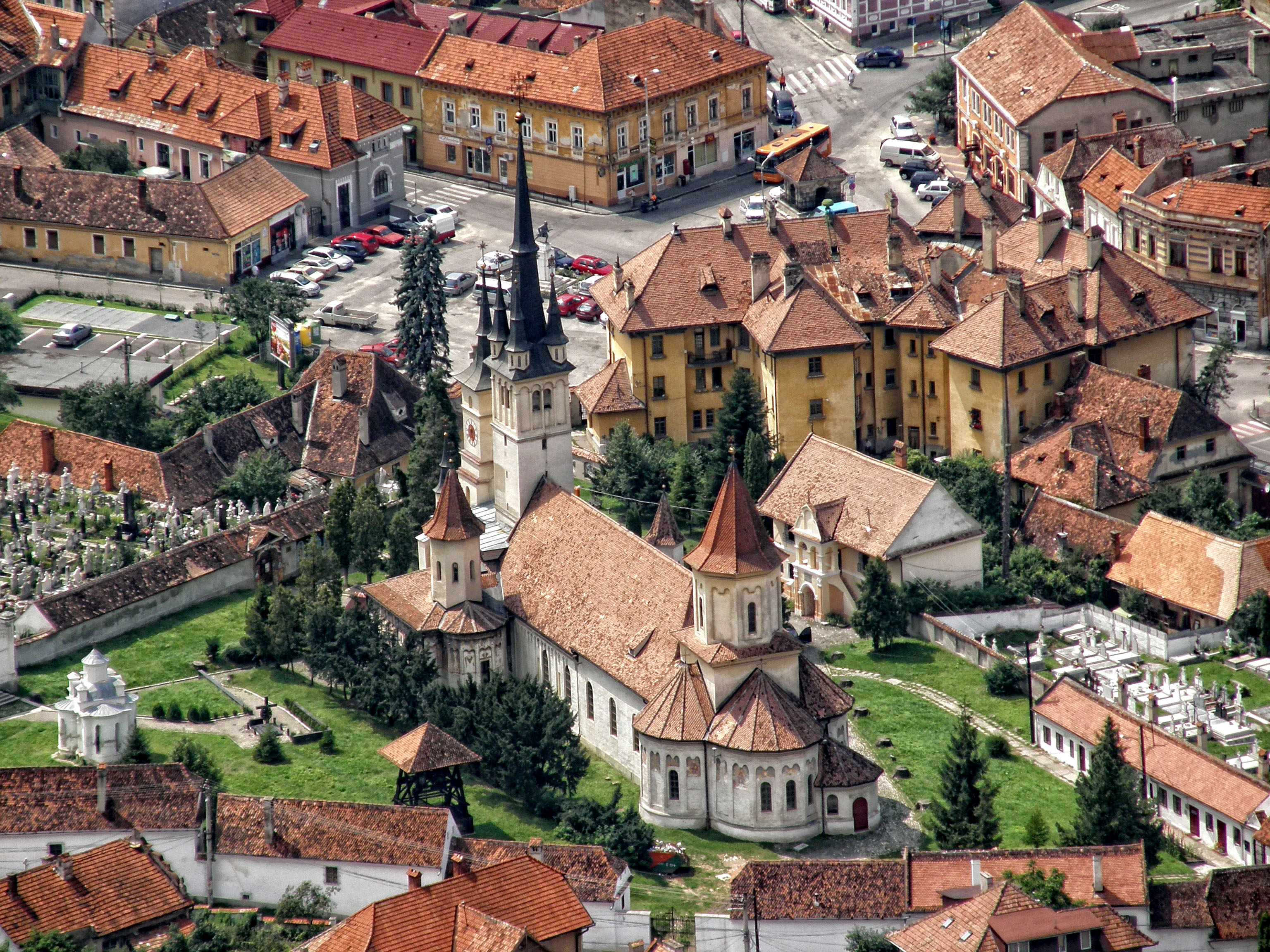
Szent Miklós-templom
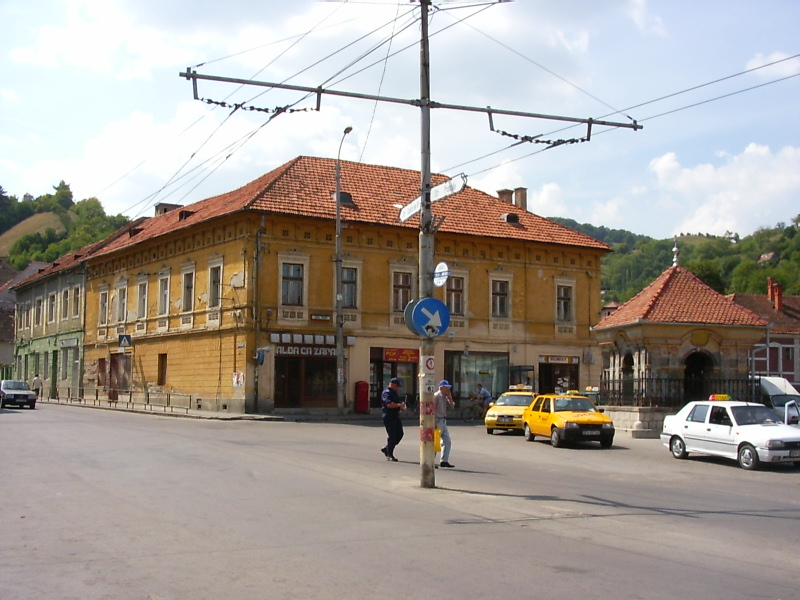
A Porond (Piața Unirii)
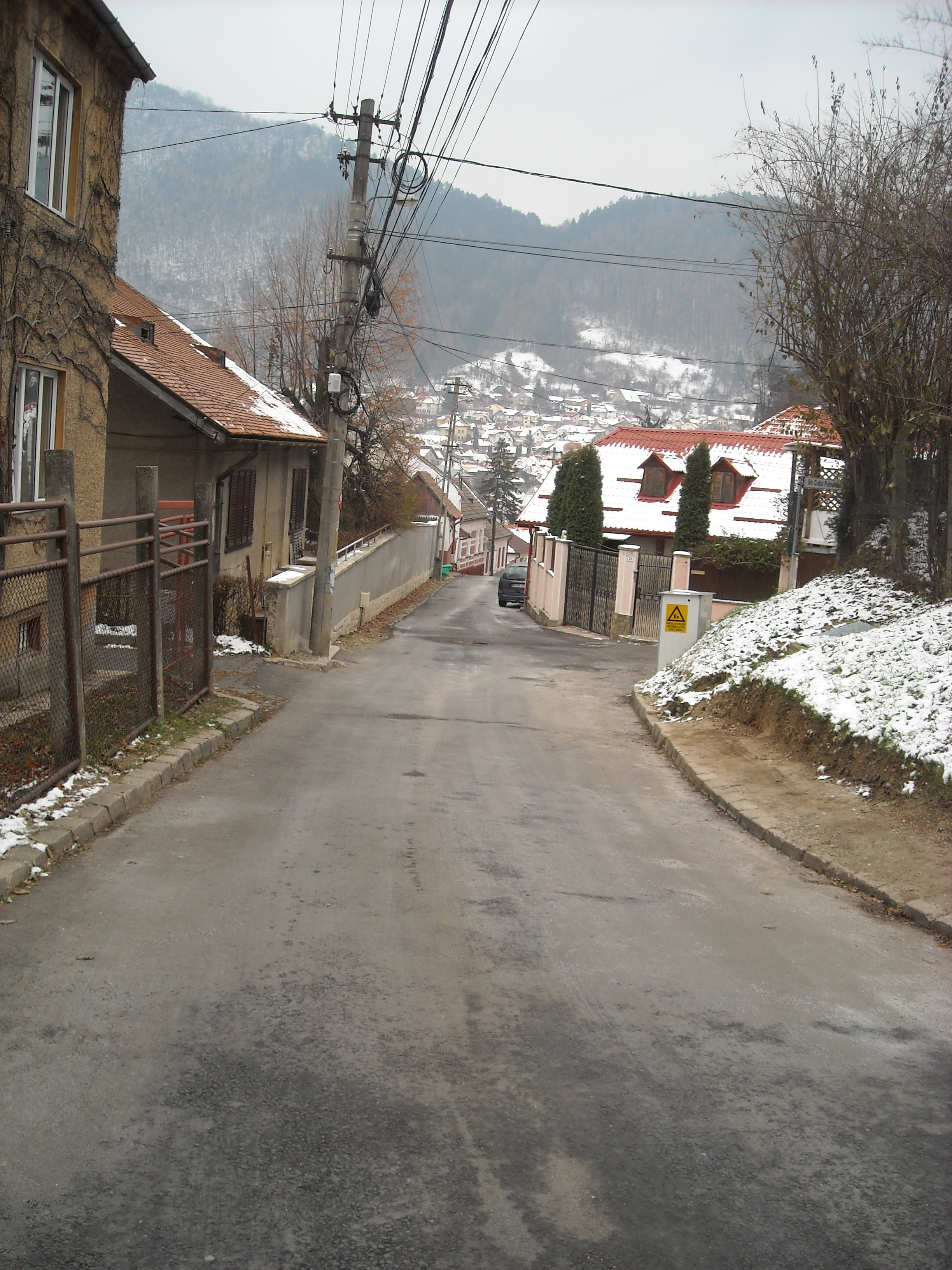
Iniște
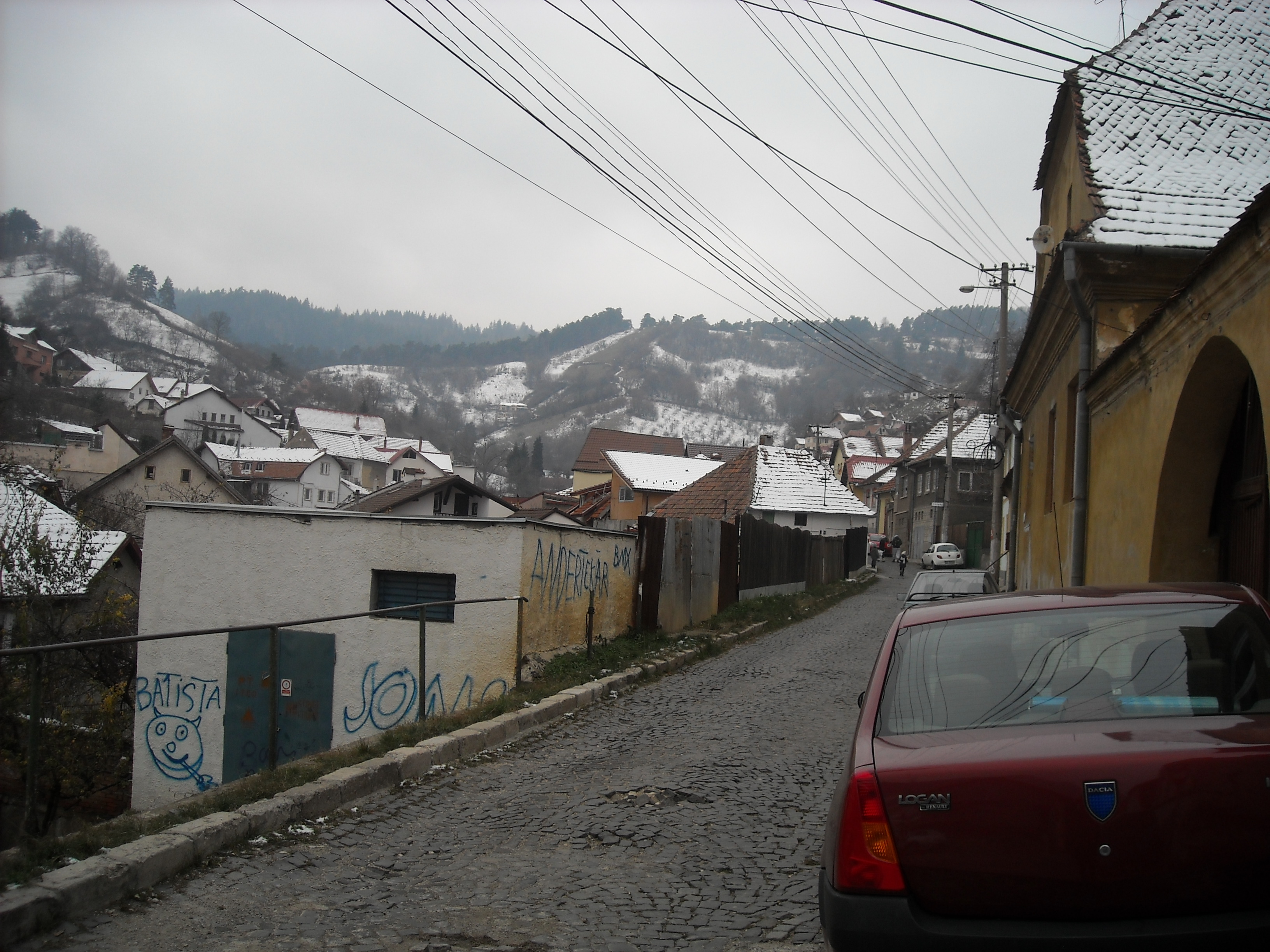
Kákova
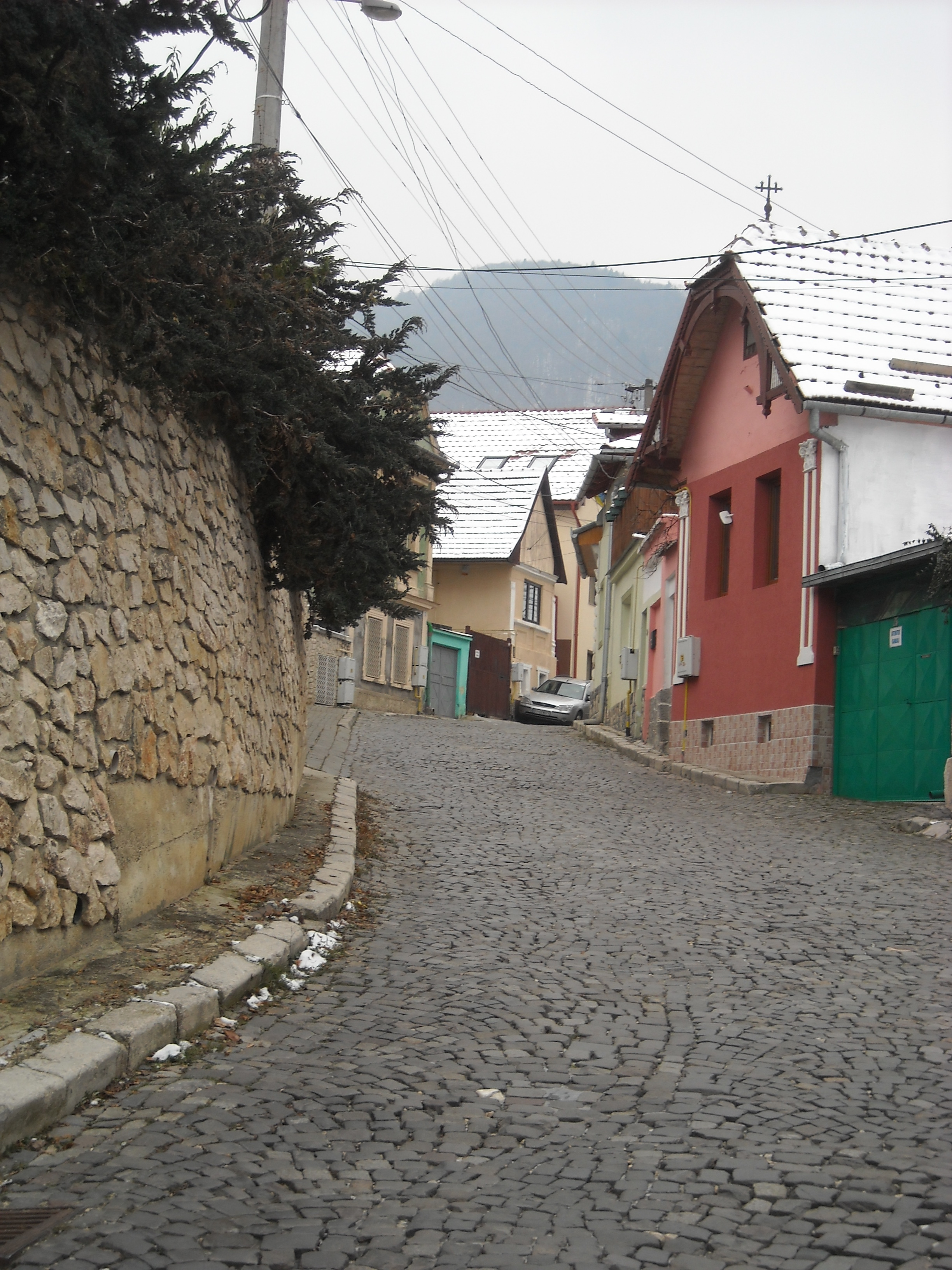
Pajiște
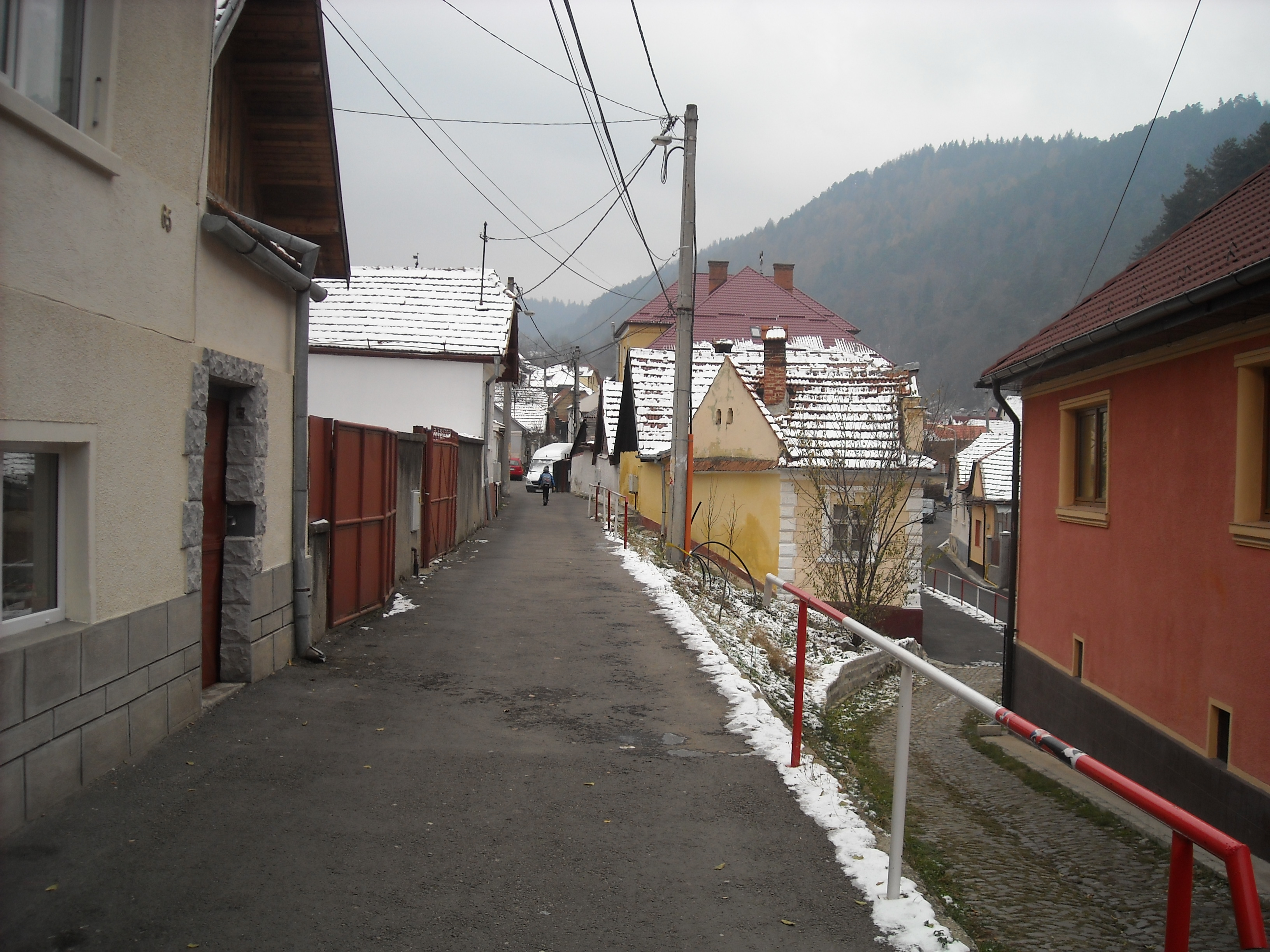
Pe Tocile
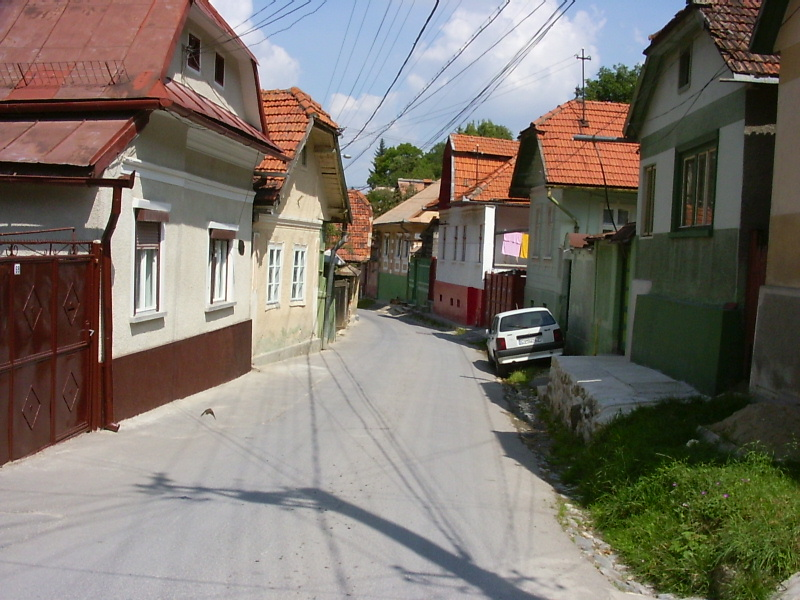
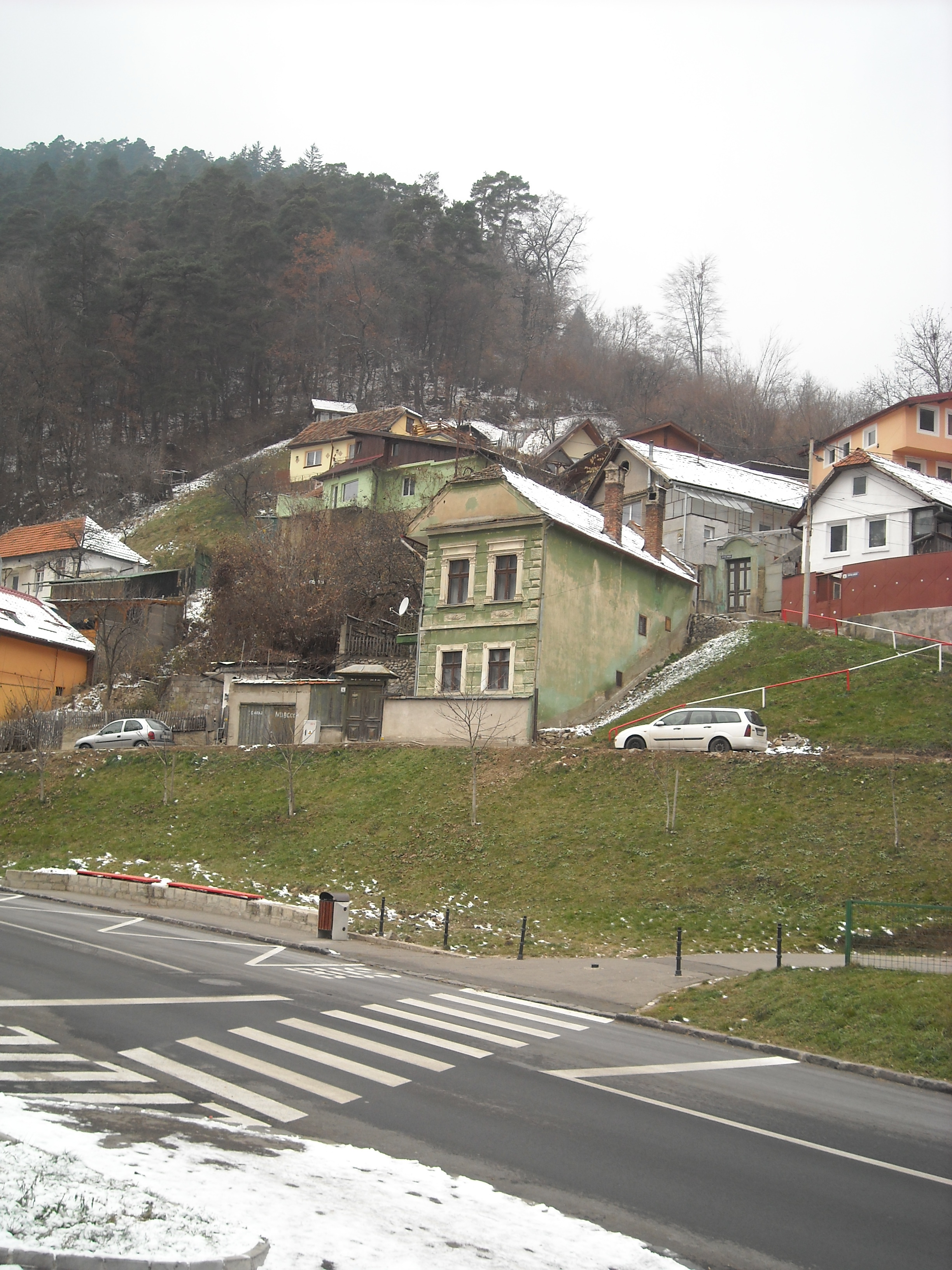
Variște
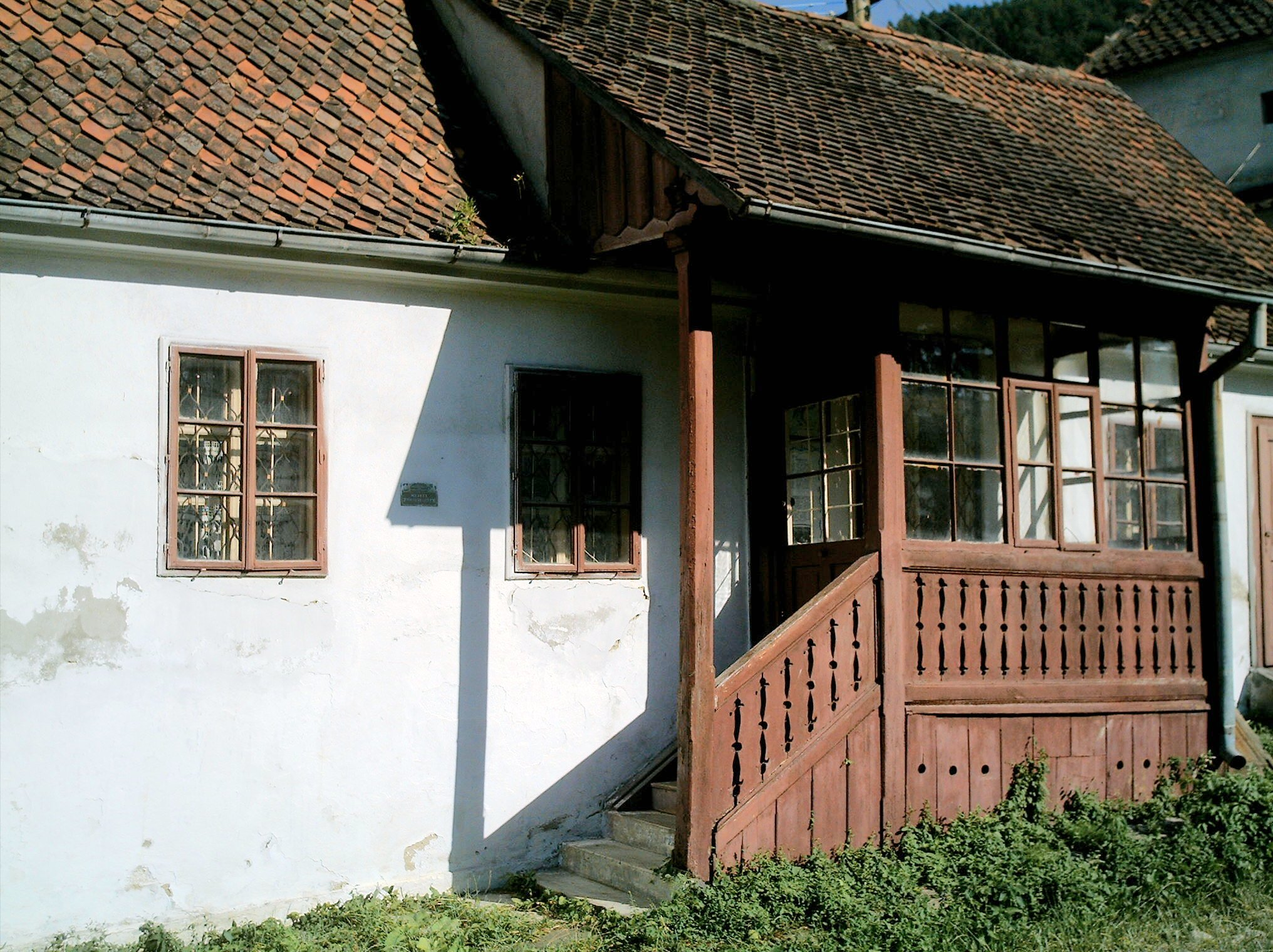
A Brassói Ifjak múzeuma
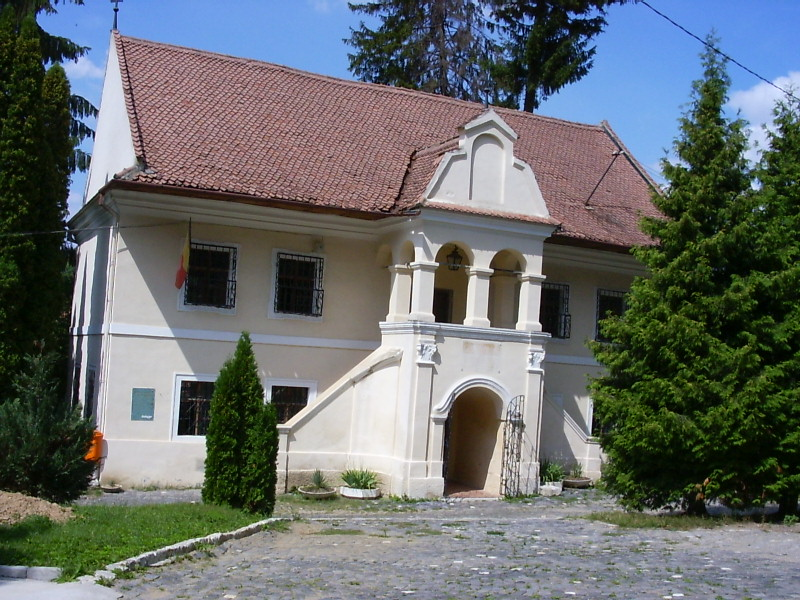
Az Első Román Iskola
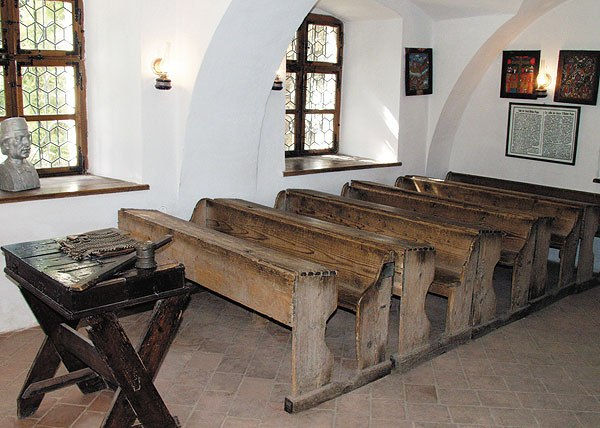
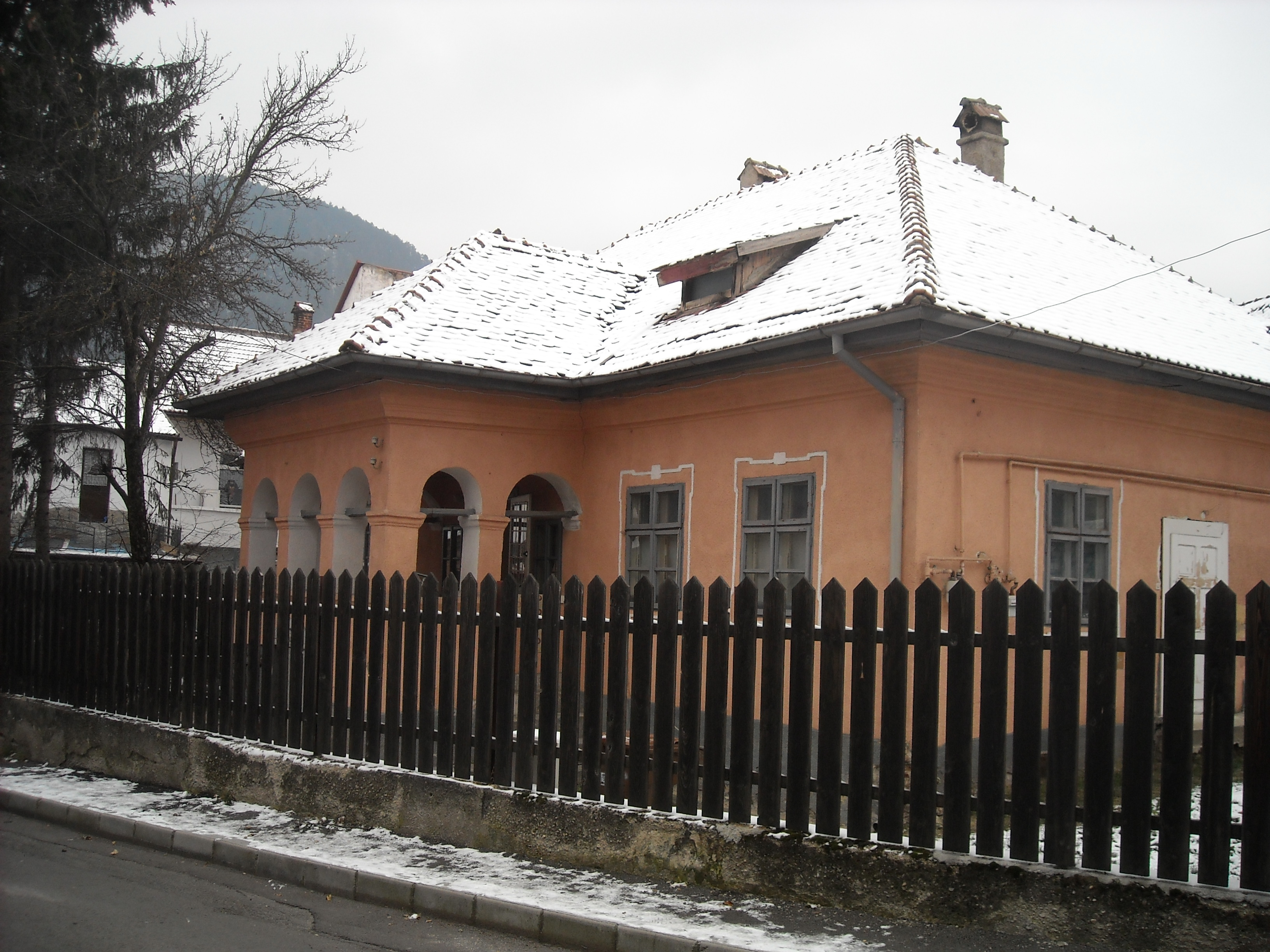
A Grid papi család háza a 18. századból
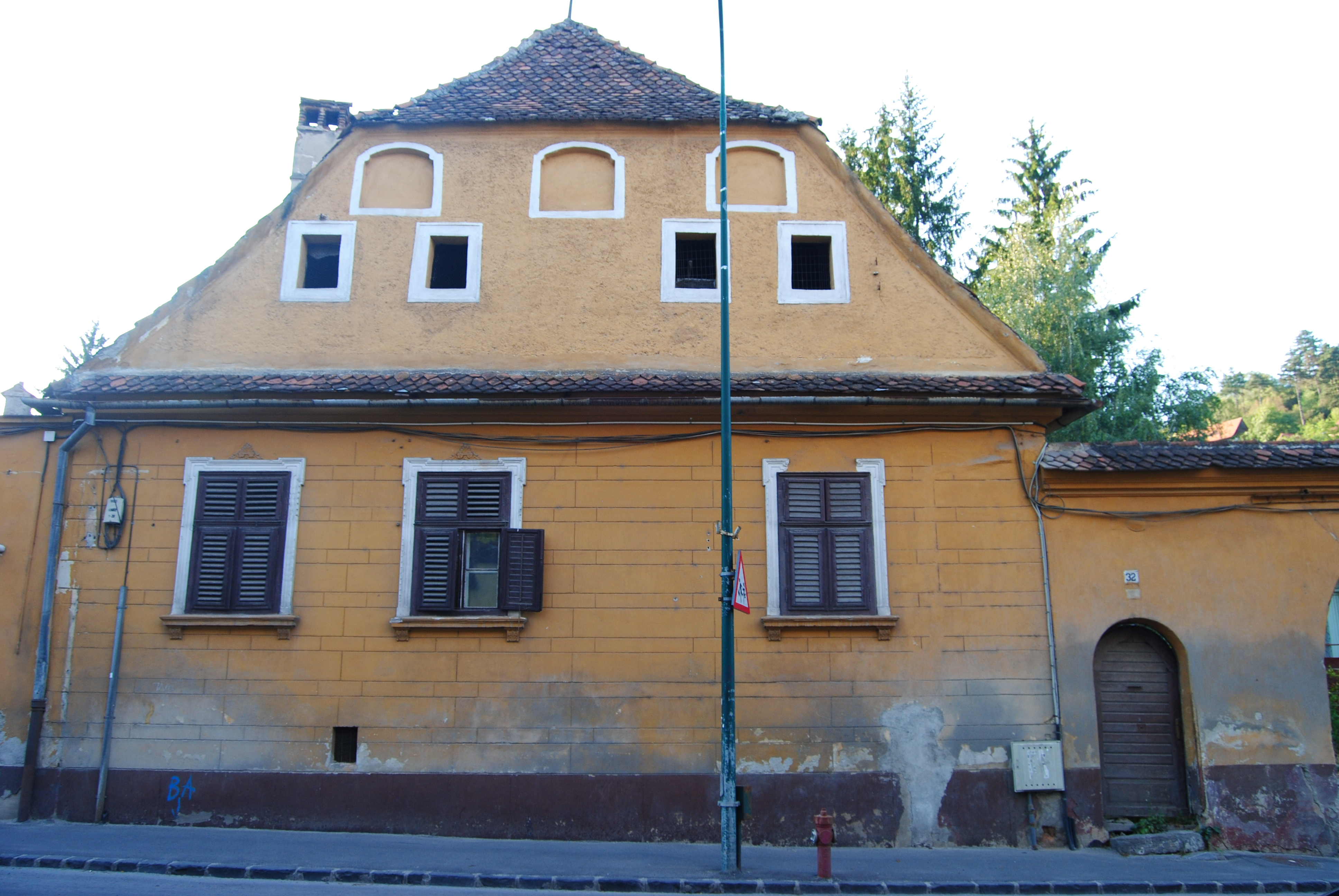
A Brâncoveanu- és Manolache Lambrino-ház
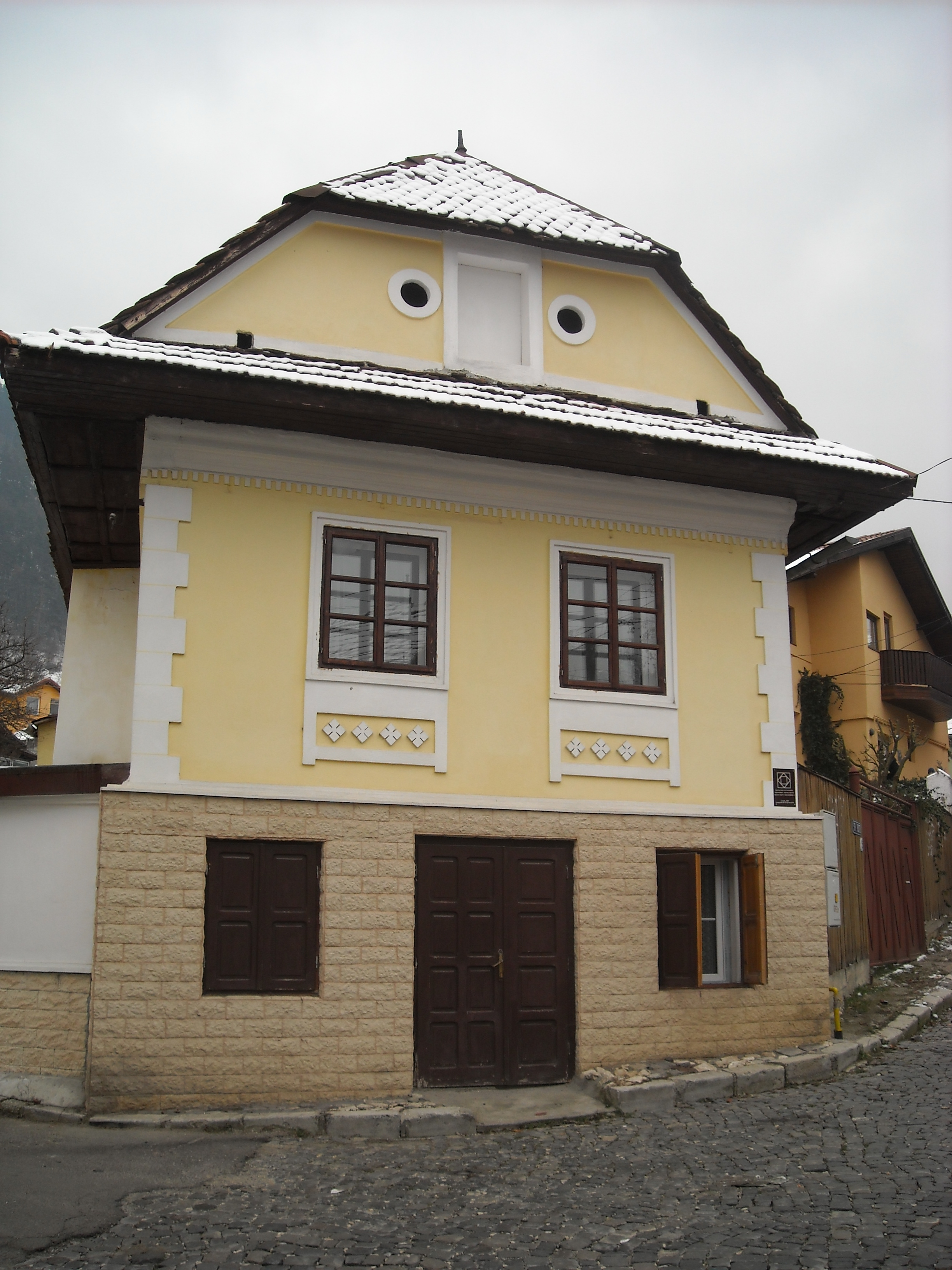
1887-ben épült pajiștei ház homlokzata
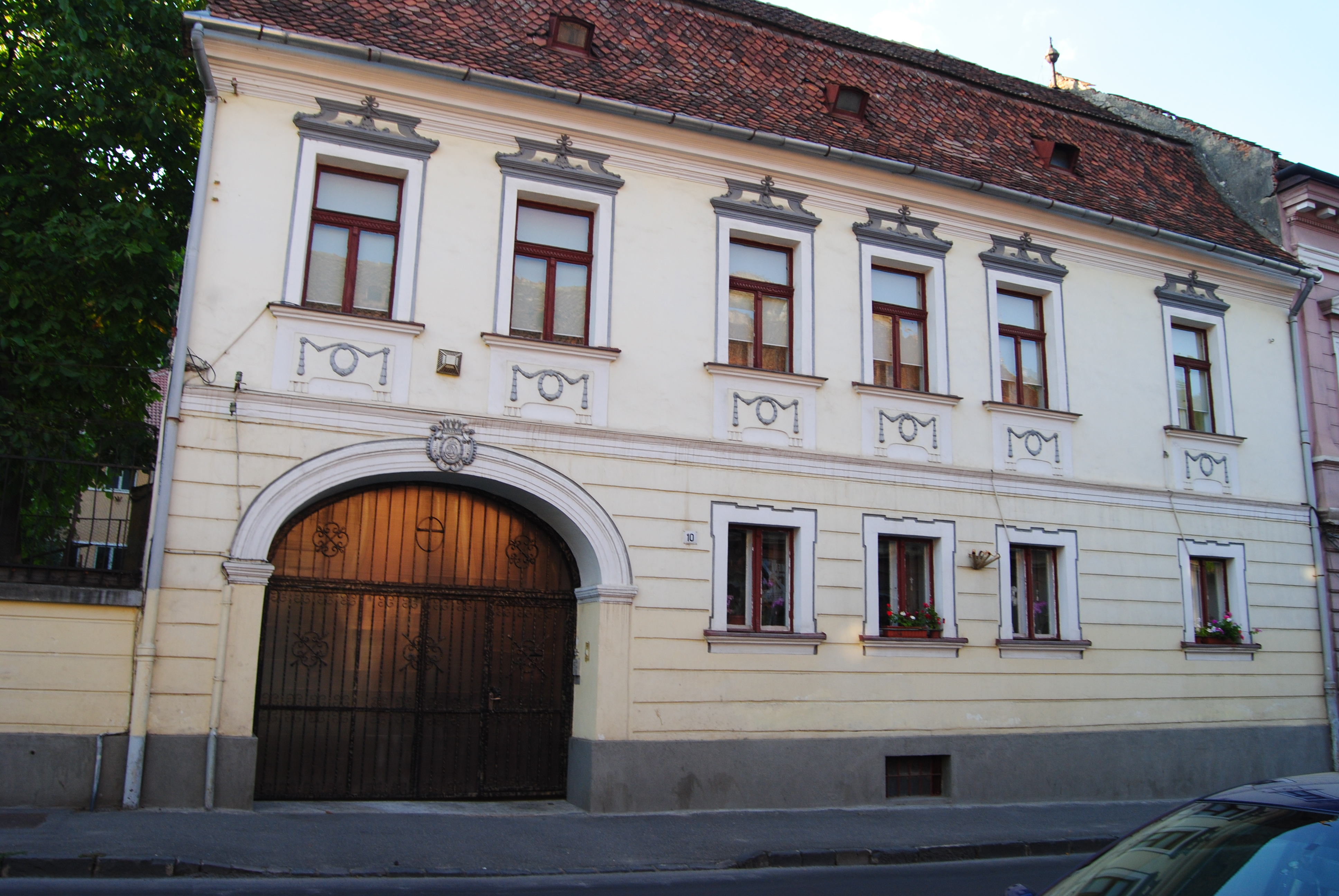
A Katalin/Constantin Brâncoveanu utca 10. számú ház
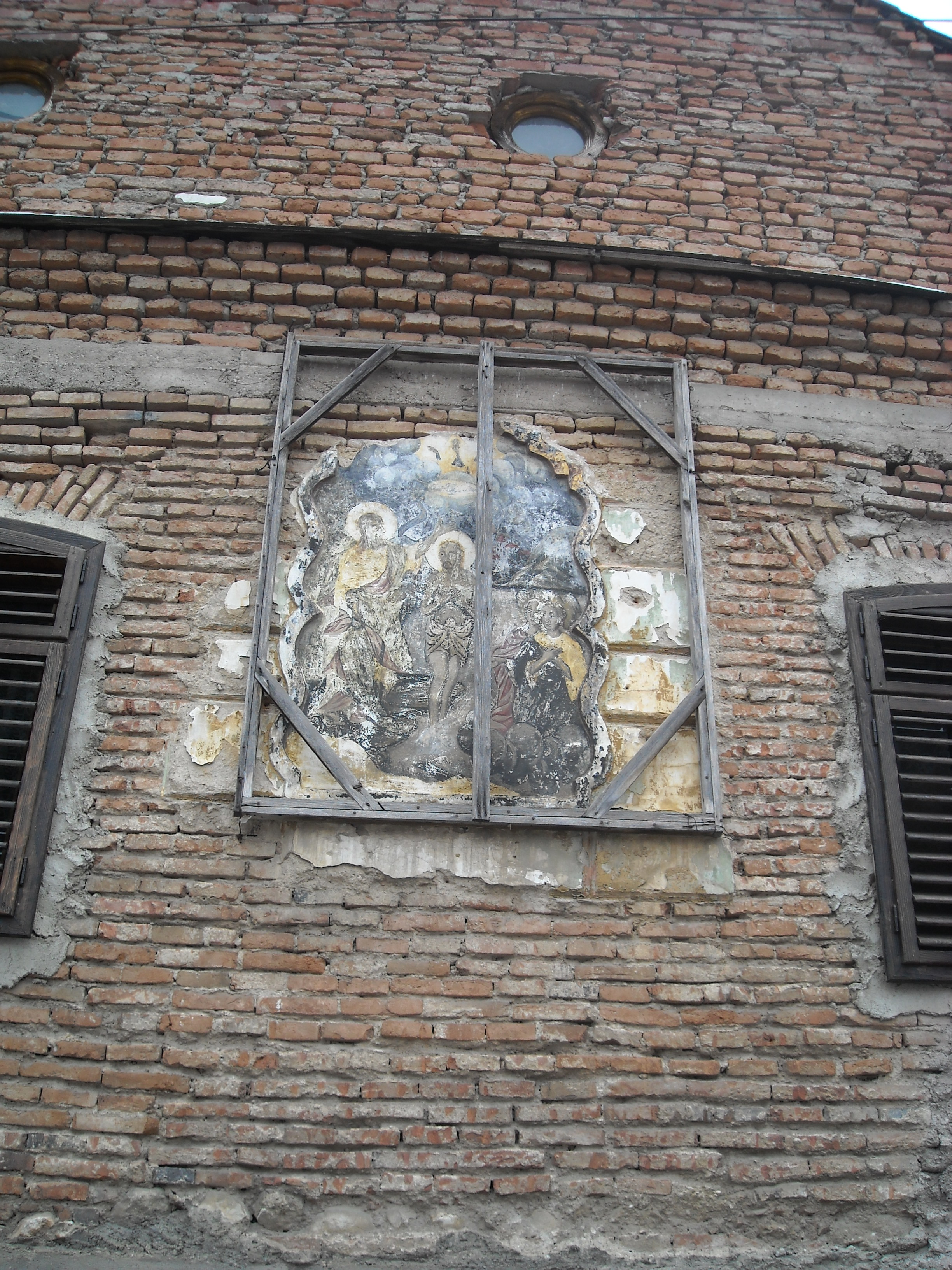
Egy a kevés fennmaradt homlokzatfestmény közül, a Pajiștén
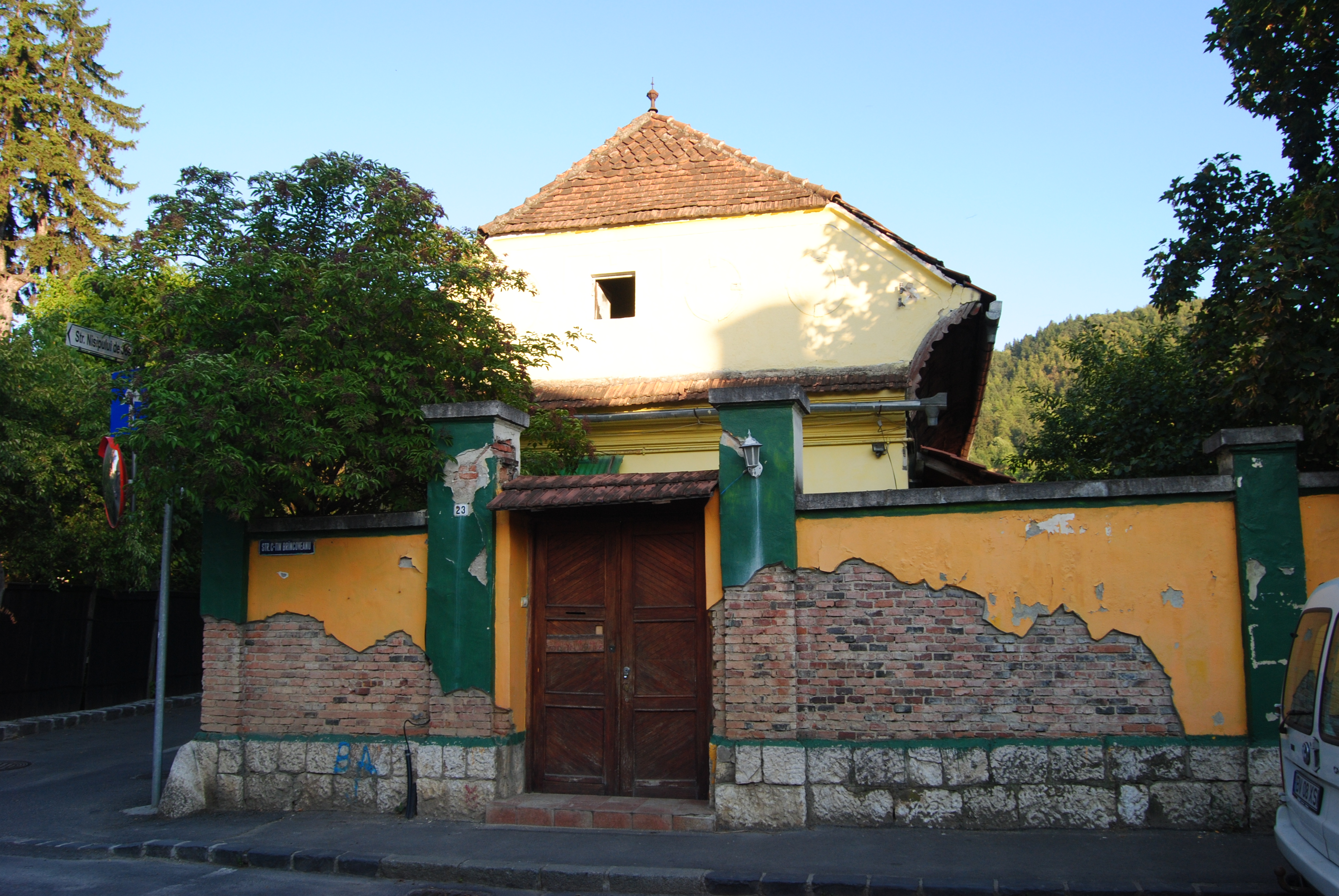
A Brukenthal család egykori háza
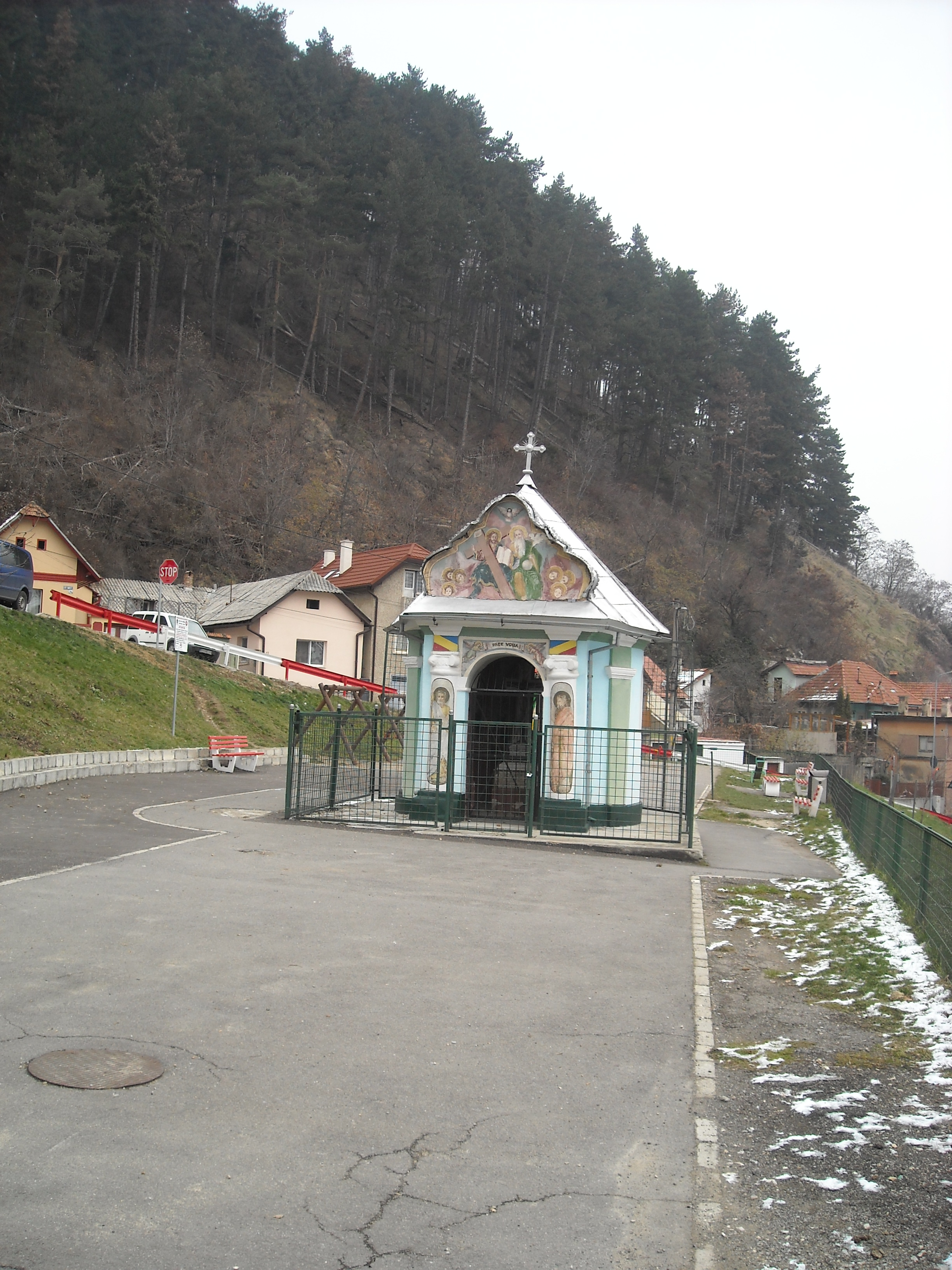
Fedett kereszt a Variștén